# Guldstjärtad hackspett
Guldstjärtad hackspett (Campethera abingoni) är en fågel i familjen hackspettar inom ordningen hackspettartade fåglar.

## Utseende och läte
Guldstjärtad hackspett är en medelstor hackspett med streckning på bröst och strupe. Gyllene färgen på stjärten som gett arten dess namn återfinns hos flera andra hackspettsarter och är därför ett mindre bra fältkännetecken. Hanen har rödaktig hjässa och rött mustaschstreck. Honan har endast ett svagt mustaschstreck och hjässa är mörk med rött endast bak mot nacken. Mombasaspetten är mindre med renare vit strupe och distinkt läte. Guldstjärtade hackspettens läte återges som ett skriande "wheeaa-aaaa".

## Utbredning och systematik
Guldstjärtad hackspett delas in i sex underarter i två grupper med följande utbredning:
- Campethera abingoni chrysura – förekommer från Senegal och Gambia till Sydsudan, nordöstra Demokratiska republiken Kongo och västra Uganda
- abingoni-gruppen:
  - Campethera abingoni kavirondensis – östra Rwanda till norra Tanzania och sydvästra Kenya
  - Campethera abingoni suahelica – norra Tanzania till östra Zimbabwe, Moçambique och norra Swaziland
  - Campethera abingoni abingoni – sydvästra och östra Demokratiska republiken Kongo och Angola österut till västra Tanzania och söderut till nordöstra Namibia, Botswana, nordvästra Zambia, Zimbabwe och nordöstra Sydafrika
  - Campethera abingoni anderssoni – sydvästra Angola till Namibia, sydvästra Botswana och norra Sydafrika (österut till North West och Fristatsprovinsen)
  - Campethera abingoni constricta – södra Swaziland, sydligaste Moçambique och östra Sydafrika (KwaZulu-Natal)

## Levnadssätt
Guldstjärtad hackspett hittas i savann, öppet skogslandskap och i skogsbryn. Där utforskar den större grenar i nedre och mellersta delen av trädtaket på jakt efter insekter. Arten ses ofta som del av kringvandrande artblandade flockar.

## Status och hot
Arten har ett stort utbredningsområde, men tros minska i antal, dock inte tillräckligt kraftigt för att den ska betraktas som hotad. Internationella naturvårdsunionen IUCN listar arten som livskraftig (LC).